# Rhopalizus schweinfurthi
Rhopalizus schweinfurthi är en skalbaggsart som beskrevs av Schmidt 1922. Rhopalizus schweinfurthi ingår i släktet Rhopalizus och familjen långhorningar. Inga underarter finns listade i Catalogue of Life.